# Krakulice
Krakulice, kašubsky Krôkùlëcé, je osada u hranice Slovinského národního parku, ve gmině Wicko, v okrese Lębork, v Pomořanském vojvodství, v severním Polsku.

## Další informace
Obec je součástí vesnice Charbrowo. V letech 1975 až 1998 se Krakulice nacházela v dnes již neexistujícím Słupském vojvodství. Zajímavostí obce je úzkorozchodná železniční trať určená k transportu rašeliny z místních rašelinišť a blízká přírodní rezervace Torfowisko Krakulice (polsky Torfowisko Krakulice, Torfowisko Wielkie Bagna), v oblasti rašelinišť ve gmině Główczyce.

## Galerie

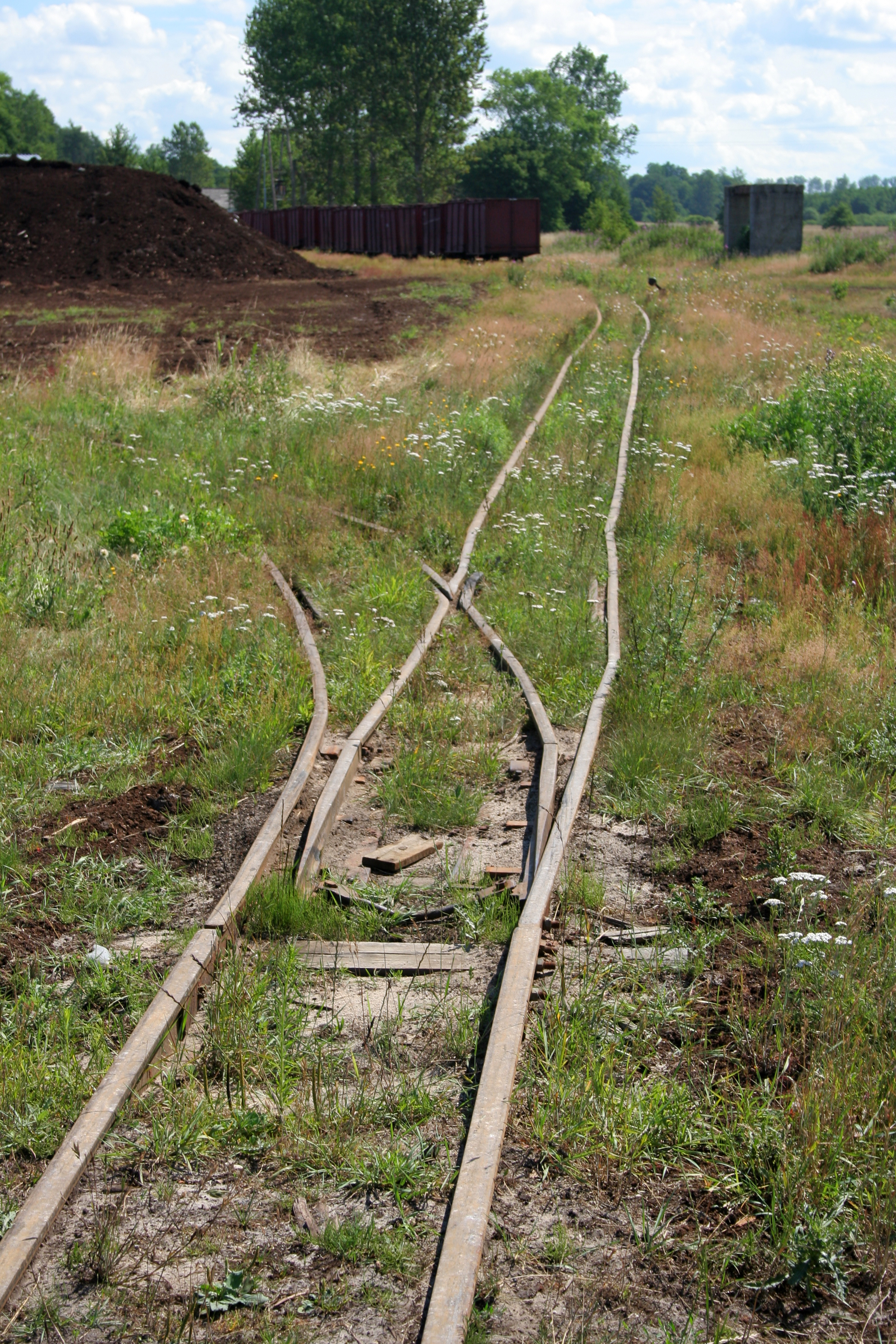
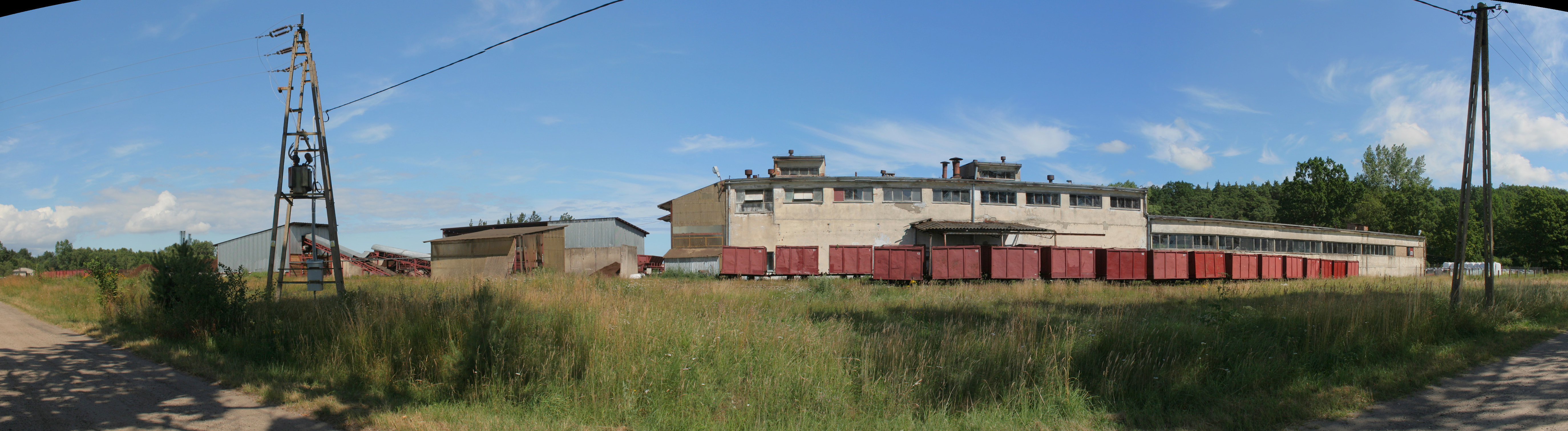
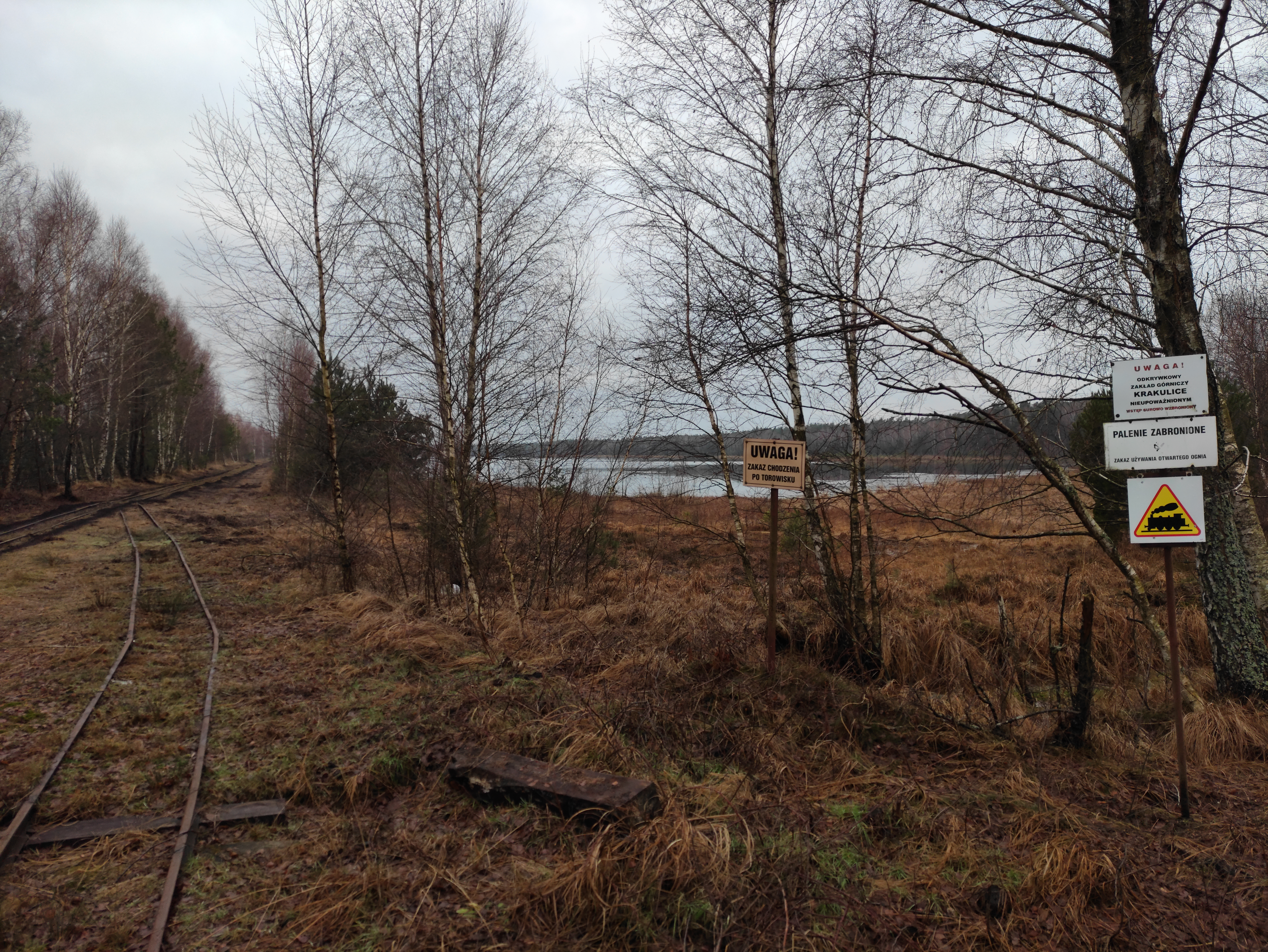